# Masato Yuzawa
Masato Yuzawa (湯澤 聖人 Yuzawa Masato?), född 10 oktober 1993 i Ibaraki prefektur, är en japansk fotbollsspelare.
Yuzawa började sin karriär 2016 i Kashiwa Reysol. Efter Kashiwa Reysol spelade han för Kyoto Sanga FC och Ventforet Kofu. 2020 flyttade han till Avispa Fukuoka.